# Hjälmglansstare
Hjälmglansstare (Onychognathus salvadorii) är en fågel i familjen starar inom ordningen tättingar.

## Utbredning och systematik
Fågeln förekommer i centrala Etiopien, nordvästra och södra Somalia samt i norra Kenya. Den behandlas som monotypisk, det vill säga att den inte delas in i några underarter.

## Status
Arten har ett stort utbredningsområde och beståndet anses vara stabilt. Internationella naturvårdsunionen IUCN listar den därför som livskraftig (LC).

## Namn
Fågelns vetenskapliga artnamn hedrar den italienska ornitologen Tommaso Salvadori (1835-1923).